# انهيار سد أتابيو
انهار سد لتوليد الطاقة الكهرومائية قيد الإنشاء في محافظة أتابيو جنوب شرق لاوس  في 23 تموز/يوليو 2018 مما أدى إلى تدمير ما حوله وتشريد بعض السكان المحليين. ووصل عدد القتلى حتى يوم 25 تموز/ يوليو إلى 26 شخصا على الأقل وأكثر من 130 شخص في عداد المفقودين و 6 آلاف و 600 شخص قد شُرِّدوا.

## الانهيار
وقع انهيار السد حوالي الساعة الثامنة من مساء  يوم الاثنين 23 يوليو/تموز في منطقة سانامكساي وتسبب بسيل فيضاني جارف على الفور متخذاً سبيله عبر القرى (شمل ذلك قرى ياي ثائي، وثا هن، وهينلاد، وماي، وثاسينغتشان، وسامونغ). ليجرف العُباب ما بطريقه من منازل وطرق وجسور. حيثُ ذُكر أن جزءاً من السد الذي انهار كان سد قوسي حاجز يوصف بأنه «بُنية مساعدة تستخدم لتخزين المياه التي تتجاوز ما يحصرهُ السد الرئيسي».  الرئيس التنفيذي لإحدى الشركات المعنية بالأمر ذكر أن «السد كان متصدع مما أدى إلى تسرب المياه إلى منطقة المصب وصولاً إلى نهر زي بيان الذي يبعُد عن السد خمسة كيلومترات» مقدار الماء الذي فلت بالانهيار بلغ بحسب ما ذُكر خمسة مليارات متر مكعب، أي ما يعادل بإدعاء محطة سكاي نيوز «أكثر من مليوني بركة سباحة أولمبية».
في وقت مُبكر من يوم الثالث والعشرين من تموز/يوليو أرسل رئيس مكتب التوطين في شركة محطة الطاقة «زي بيان زي نامنوي» السيد لي كانغ يول رسالة تحذير إلى مكاتب التوطين في محافظات كلاً من أتابو وتشامباساك مشيرا إلى أن منسوب المياه في السد كانت عالية وأن فشل السد كان وشيكا. وأهابت الرسالة بجميع المقيمين في وادي نهر زي بيان بالإخلاء والنزوح لأرض أكثر علواً على الفور.
ذكرت وكالة أنباء لاو أن «العديد من الأرواح البشرية» قد فُقدت وأن حوالي ستة ألاف شخص قد شردوا نتيجة لذلك. لا توجد أرقام دقيقة حول الخسائر خلال أول 24 ساعة  على الرغم من أن صحيفة الغارديان ذكرت أن مئات الأشخاص في عداد المفقودين وأن عدداً منهم تم التأكيد بأنهم قد لقوا حتفهم في وقت مبكر من صباح اليوم التالي. ما لا يقل عن ستة قرى قد تضررت بشدة مخلفة العديد من الناجين الذين تقطعت بهم السبل قابعين على سقوف منازلهم كما ذكرت سكاي نيوز.
في آخر إحصائية ليوم الخامس والعشرين من يوليو فإن عدد المتوفين بلغ 26 شخصاً وعلى الأقل 130 في عداد المفقودين وستة ألاف و 600 آخرين قد شرّدواً.

### التفاعل
قامت وكالات حكومية بالتعاون مع شركة الطاقة بعمليات بإنقاذ وإخلاء القرى التي لا تزال في محنة وسط ارتفاع منسوب المياه. لتنضم إليهم لاحقاً الشركة الكورية الجنوبية «إس كي للهندسة» إحدى المساهمين في سد البناء. وعلّق رئيس وزراء لاوس ثونغلون سيسوليث اجتماعاته الحالية وسافر شخصيا إلى الموقع  مستدعياً كلاً من الشرطة والجيش  أما الحكومة المحلية ققد طلبت مساعدات طارئة من الحكومة المركزية فضلا عن المجتمعات المحلية المجاورة. أحد أكبر البنوك في لاوس «بانك بور لي كوميرس اكستيريور لاو» أقام حملة تبرعات إغاثة تسعى لجمع 2 مليار كيب (238 ألف دولار أمريكي) لضحايا الكارثة. أعلنت دولاً من جنوب شرق آسيا (ماليزيا وسنغافورة وتايلاند وفيتنام) عن استعدادها لتقديم أي مساعدة تحتاجها لاوس.

## ما بعد الكارثة
خلال أيام من الكارثة تسائل الناجون عن سبب عدم تنبيههم عن الكارثة قبل أن تحدث، «بعض المشردين بسبب الكارثة نُبهوا لإخلاء بيوتهم بساعات قبل وقوع الكارثة»، وذكرت واشنطن بوست «لم تكن شدة الخطورة واضحة بالكامل لتخطيط» سد لاوس الكهرومائي الطموح. في الوقت ذاته فإن أسهم الشركات المسؤولة عن تنفيذ المشروع وخصوصاً «إس كي الهندسية" قد هوت بعد الكارثة.